# Cesare Segre
Cesare Segre  (* 4. April 1928 in Verzuolo; † 16. März 2014 in Mailand) war ein italienischer Romanist, Mediävist und Semiotiker.

## Leben und Werk
Segre studierte in Turin bei seinem Onkel Santorre Debenedetti, bei Benvenuto Terracini und bei Gianfranco Contini. Er lehrte von 1954 bis 1956 in Triest und  von 1956 bis zu seiner Emeritierung an der Universität Pavia. Er gründete und leitete dort das Centro di Ricerca dei Testi e Tradizioni testuali. Er war Mitglied der Accademia della Crusca (1974/1988), der Académie royale des Sciences, des Lettres et des Beaux-Arts de Belgique (1975) und der Accademia dei Lincei (1993), sowie Ehrendoktor der Universitäten Genf, Chicago, Barcelona (2004) und Santiago de Compostela (2010). Er war der zweite Präsident der 1969 gegründeten International Association for Semiotic Studies, sowie von 1985 bis 1988 Ehrenpräsident der Société Rencesvals, und gehörte zu den Herausgebern der Zeitschriften Strumenti critici und Medioevo romanzo.  1992 erhielt er den Antonio-Feltrinelli-Preis. Er war verheiratet mit der Romanistin Maria Luisa Meneghetti (* 1950).

## Werke
- Lingua, stile e società. Studi sulla storia della prosa italiana, Mailand, Feltrinelli, 1963, 3. Auflage,  1991.
- I segni e la critica, Turin, Einaudi, 1969.
  - (spanisch) Crítica bajo control, Barcelona, Planeta, 1970.
  - (englisch) Semiotics and literary criticism, Den Haag, Mouton, 1973.
  - (portugiesisch) Os signos e a crítica, São Paulo, Editora Perspectiva, 1974.
  - (spanisch) Semiótica, historia y cultura, Barcelona, Aries, 1981.
  - (rumänisch) Istorie - cultură - critică, Bukarest, Univers, 1986.
- La tradizione della "Chanson de Roland", Mailand/Neapel, R. Ricciardi, 1974.
- Le strutture e il tempo. Narrazione, poesia, modelli, Turin, Einaudi, 1974.
  - (spanisch) Las estructuras y el tiempo. Narración, poesía, modelos, Barcelona, Planeta, 1976.
  - (englisch) Structures and time. Narration, poetry, models, Chicago, University of Chicago Press, 1979.
- Semiotica filologica. Testo e modelli culturali, Turin, Einaudi, 1979.
  - (spanisch) Semiótica filológica. Texto y modelos culturales, Murcia, 1990.
  - (japanisch) Tokio, 2008.
- Teatro e romanzo, Turin, Einaudi, 1984 (zahlreiche Drucke).
- Avviamento all'analisi del testo letterario, Turin, Einaudi, 1985; 8. Auflage, 2008.
  - (spanisch) Principios de análisis del texto literario, Barcelona, Editorial Crítica, 1985.
  - (englisch) Introduction to the analysis of the literary text, Bloomington 1988.
  - (portugiesisch) Introdução à análise do texto literário, Lissabon 1999.
- Fuori del mondo. I modelli nella follia e nelle immagini dell'aldilà, Turin, Einaudi, 1990.
- Intrecci di voci. La polifonia nella letteratura del Novecento, Turin, Einaudi, 1991.
- Due lezioni di ecdotica, Pisa, Scuola normale superiore, 1991.
- Notizie dalla crisi. Dove va la critica letteraria?, Turin, Einaudi, 1993.
- La pelle di san Bartolomeo. Discorso e tempo dell'arte, Turin, Einaudi, 2003.
  - (japanisch) Tokio, 2005.
- El buen amor del texto. Estudios españoles, Barcelona, Destino, 2004.
- Tempo di bilanci. La fine del Novecento, Turin, Einaudi, 2005.
- Pittura, linguaggio e tempo, Parma, Università, 2006.
- Dai metodi ai testi. Varianti, personaggi, narrazioni, Turin, Aragno, 2008.
- Dieci prove di fantasia, Turin, Einaudi, 2010 (Belletristik).
- Critica e critici, Turin, Einaudi, 2012.
- Opera critica, hrsg. von Alberto Conte und Andrea Mirabile, Mailand, Mondadori, 2014 (Vorwort von Gian Luigi Beccaria, * 1936).

### Deutsch
- Literarische Semiotik. Dichtung, Zeichen, Geschichte, hrsg. von Harro Stammerjohann, Stuttgart, Klett-Cotta, 1980 (übersetzt von Käthe Henschelmann)
- Schriften zu Literatur und Theater, Tübingen, Niemeyer, 2004 (aus: 1984, 1990 und 1991; übersetzt von Käthe Henschelmann).

### Spanisch
- El buen amor del texto. Estudios españoles, Barcelona, 2004.

### Herausgebertätigkeit
- Li bestiaires d'Amours di Maistre Richart de Fornival e Li response du bestiaire, Mailand, Ricciardi, 1957.
- (mit Santorre Debenedetti) Lodovico Ariosto, Orlando furioso, Bologna, Commissione per i testi di lingua, 1960.
- Bono Giamboni, Il libro de' Vizî e delle Virtudi, Turin, Einaudi, 1968.
- (mit Maria Corti) I metodi attuali della critica in Italia, Turin, ERI, 1970.
- La chanson de Roland, Mailand, Ricciardi, 1971.
  - La chanson de Roland, Genf, Droz, 1989.
- Lodovico Ariosto, Satire, Turin, Einaudi, 1987.